# Wally Pfister
Wally Pfister, född 8 juli 1961 i Chicago, är en amerikansk filmfotograf och regissör som för det mesta arbetar med regissören Christopher Nolan. 
Pfister har blivit nominerad till en Oscar för bästa foto vid fyra tillfällen. Batman Begins (2005), Prestige (2006), The Dark Knight (2008). Den fjärde gången han nominerades vann han, för filmen Inception (2010). 
Pfister regisserade filmen Transcendence från 2014.

## Filmografi (urval)
- 2000 – Memento
- 2002 – Insomnia
- 2003 – The Italian Job
- 2005 – Batman Begins
- 2006 – Prestige
- 2008 – The Dark Knight
- 2010 – Inception
- 2011 – Moneyball
- 2012 – The Dark Knight Rises
- 2014 – Transcendence